# Бенджамін Зе Ондо
Бенджамін Зе Ондо (фр. Benjamin Zé Ondo, нар. 19 червня 1987, Бітам) — габонський футболіст, що грає на позиції захисника за мальтійський клуб «Моста» і національну збірну Габону.

## Клубна кар'єра
У дорослому футболі дебютував 2009 року виступами за команду «Бітам» з рідного однойменного міста, в якій провів чотири сезони, вигравши два чемпіонати і один національний кубок.
2013 року перебрався до Алжиру, уклавши контракт з місцевим клубом «ЕС Сетіф», де провів два сезони, вигравши африканську Лігу чемпіонів та Суперкубок КАФ, а також став чемпіоном Алжиру.
У 2015–2016 роках грав за марокканські клуби «МК Уджда» та «Відад», після чого відправився до Європи і став гравцем мальтійського клубу «Моста».

## Виступи за збірну
2011 року дебютував в офіційних матчах у складі національної збірної Габону. Відтоді провів у формі головної команди країни 20 матчів.
Був включений до заявки збірної для участі у розіграші Кубка африканських націй 2015 року в Екваторіальній Гвінеї.

## Досягнення
- Чемпіон Габону: 2009/10, 2012/13.
- Володар Кубка Габону: 2009/10
- Чемпіон Алжиру: 2014/15
- Переможець Ліги чемпіонів КАФ: 2014
- Володар Суперкубка КАФ: 2015